# Calliostomatidae
Calliostomatidae is een familie van slakken (weekdieren). Lange tijd werd deze familie beschouwd als een onderfamilie van de Trochidae.

## Verspreiding en leefgebied
Verspreiding wereldwijd, van de tropen tot in poolgebied; getijdengebied tot in de diepzee, op verschillende substraten.

## Onderfamilies
- Calliostomatinae Thiele, 1924 (1847)
- Fautricinae Marshall, 1995
- Margarellinae Williams, 2013
- Thysanodontinae B. A. Marshall, 1988
- Xeniostomatinae McLean, 2012